# Мирмики
Мирмики, или Мирмика (лат. Myrmica) — род мелких земляных муравьёв трибы Myrmicini подсемейства Myrmicinae. Около 200 видов (не путать с родами Myrmecina и Myrmecia).

## Распространение
Широко распространены в умеренной зоне Голарктики (Северная Евразия и Северная Америка). В Палеарктике встречаются от Сибири до Южного Китая, Тайваня и Вьетнама, и от Западной Европы до Японии. В Неарктике распространены от северной границы лесов Канады до высокогорий Мексики.

## Описание
Муравьи, как правило рыжего цвета (от жёлтого до буро-чёрного) длиной около 4—5 мм. Семьи насчитывают от нескольких сотен до нескольких тысяч особей. Род включает около 180 достоверных видов  (недоступная ссылка), без учёта неревизованной фауны Китая и Северной Америки.
Часто отмечается симбиоз с гусеницами бабочек голубянок (Lepidoptera, Lycaenidae). В 1972 году у представителей рода Мирмик впервые была обнаружена фотопериодическая реакция. Некоторые виды (например, Myrmica angulinodis, M. kamtschatica, M. bicolor и M. transsibirica) обладают высокой холодоустойчивостью (на Северо-Востоке Азии они заселяют сухие и теплые южные склоны): температуры их максимального переохлаждения находятся в пределах от −28 до −31°С (пороги переносимых ими температур на 5°С выше).
Мирмики издают звуки с помощью стридулитрума (органа расположенного на стебельке между постпетиолем и брюшком). На стадии куколки (например, у M. scabrinodis) это позволяет им сообщать о своём социальном статусе рабочим-нянькам.
Ориентируясь в окружающей среде, эта группа муравьёв в основном полагаются на запаховые метки, но зрение играет в их жизни не последнюю роль. Лучше всего со зрением обстоит дело у M. ruginodis — теоретически, представители этого вида способны различать кроны деревьев в вышине и даже звезды на небе. Зрение у двух других видов развито хуже, но всё же они могут распознавать объекты различной формы и некоторые цвета.
M. ruginodis могут идентифицировать себя с собственным отражением в зеркале. Ранее считалось, что такой способностью обладают только некоторые виды млекопитающих и птиц. Перед зеркалом муравьи приводят себя в порядок или совершают необычные движения головой и антеннами, чего не наблюдается, когда они видят за стеклом сородичей. Способность ассоциировать себя с отражением в зеркале обычно рассматривается как признак наличия самосознания.

## Генетика
Диплоидный набор хромосом 2n = 44, 46, 48, 56.

## Социальный паразитизм
Род включает более десяти видов социальных паразитов, или инквилинов, например Myrmica microrubra, или недавно найденный в Голландии новый вид Myrmica schenckioides. Социальные паразиты, как правило, не имеют рабочих особей, живут в гнездах других видов рода Myrmica (например, Myrmica scabrinodis, Myrmica sabuleti).
Молекулярно-генетические исследования показали (Jansen et al., 2010), что древнейшим инквилином среди Мирмик является вид Myrmica karavajevi, возраст которого составляет около 17 млн.лет. А самым молодым по времени появления — Myrmica hirsuta (0.8 млн.лет).

## Палеонтология
Первые ископаемые формы мирмик обнаруживаются в янтаре эоцена. Первоначально в составе рода было описано около 20 вымерших видов, но только 3 из них сегодня относят к роду Myrmica. Позднее были описаны ещё около 10 видов.
- †Myrmica andryushchenkoi Zharkov & Dubovikoff, 2025 — Эоцен. Балтийский янтарь. Россия (Калининградская обл.)[18]
- †Myrmica damzeni Radchenko, 2023 — Эоцен. Балтийский янтарь (Польша)[17]
- †Myrmica dictyosa Radchenko, 2023 — Эоцен. Балтийский янтарь (Польша)[17]
- †Myrmica electrina Radchenko, 2023 — Эоцен. Ровенский янтарь и балтийский янтарь (Польша)[17]
- †Myrmica eocenica Radchenko, Dlussky and Elmes, 2007 — Эоцен. Балтийский янтарь, Россия (Калининградская область). Скандинавский янтарь (Дания)[17]
- †Myrmica intermedia (Wheeler, 1915) — Эоцен. Балтийский янтарь. Россия (Калининградская обл.) и Польша Ровенский янтарь, Украина[17]
- †Myrmica longispinosa Mayr, 1868 — Эоцен. Балтийский янтарь. Россия (Калининградская обл.) и Польша[17]
- †Myrmica paradoxa Radchenko, Dlussky and Elmes, 2007 — Эоцен. Биттерфилдский янтарь, Германия
- †Myrmica rudis (Mayr, 1868) — Эоцен. Балтийский янтарь. Россия (Калининградская обл.) и Польша. Ровенский янтарь, Украина[17]
- †Myrmica saxonica Radchenko, 2023 — Эоцен. Биттерфилдский янтарь, Германия[17]

| Мезозой | Кайнозой | Кайнозой | Кайнозой | Кайнозой | Кайнозой | Кайнозой | Кайнозой | Эра        |
| Мезозой | Палеоген | Палеоген | Палеоген | Неоген   | Неоген   | Чт       | Чт       | П-д        |
| ------- | -------- | -------- | -------- | -------- | -------- | -------- | -------- | ---------- |
| Мезозой | Палеоцен | Эоцен    | Олигоцен | Миоцен   | П        | п        |          | Эп.        |
| 251,902 | 66       | 56       | 33,9     | 23,04    | 5,333    | 2,58     |          | млн. лет ← |
| 251,902 | 66       | 56       | 33,9     | 23,04    | 5,333    | 2,58     | 0,0117   |            |

## Галерея
- Myrmica rubra
- Myrmica rubra
- Myrmica sp. и тли
- Голова Myrmica rubra

## Список видов
Список известных видов муравьев этого рода включает около 200 видов. Виды Старого Света распределены на 17 видовых групп (species groups): arnoldii (1 вид), dshungarica (4 вида), inezae (3), karavajevi (3), kurokii (2), laurae (1), lobicornis (22), luteola (2), myrmicoxena (1), pachei (14), ritae (21), rubra (4), rugosa (9), scabrinodis (26), schencki (11), smythiesii (5) и tibetana (3).
- Myrmica ademonia Bolton
- Myrmica adrijae Bharti, 2012
- Myrmica afghanica Radchenko and Elmes
- Myrmica aimonissabaudiae Menozzi
- Myrmica alaskensis Wheeler
- Myrmica aloba Forel
- Myrmica alperti Radchenko and Elmes
- Myrmica americana Weber
- Myrmica anatolica Elmes Radchenko and Aktac
- Myrmica angulata Radchenko, Zhou, and Elmes
- Myrmica angulinodis Ruzsky
  - =Myrmica incurvata Collingwood
- Myrmica arisana Wheeler
- Myrmica arnoldii Dlussky
- Myrmica bactriana Ruzsky, 1915[22]
  - = Myrmica furva Ruzsky, 1915
  - = Myrmica ruzskyana Radchenko & Elmes, 2010
- Myrmica bakurianica Ruzsky
- Myrmica bergi Ruzsky
- ?Myrmica bessarabica Nasonov
- Myrmica bibikoffi Kutter
- Myrmica boltoni Radchenko and Elmes, 1998
- Myrmica brancuccii Radchenko and Elmes, 1999
- ?Myrmica brevinodis Emery
- Myrmica brevispinosa Wheeler
- Myrmica cachmiriensis Forel
- Myrmica cagnianti Espadaler[23]
- Myrmica caucasicola Arnol’di
- Myrmica colax (Cole, 1957) (Paramyrmica)
- Myrmica collingwoodi Radchenko and Elmes
- Myrmica commarginata Ruzsky
- Myrmica constricta Karavaiev, 1934
- Myrmica crassirugis Francoeur, 2007
- Myrmica curiosa Radchenko et al., 2008
- Myrmica curvispinosa Bharti, 2013[24]
- Myrmica curvithorax Bondroit
- Myrmica deplanata Emery, 1921
- Myrmica detritinodis Emery, 1921
- Myrmica discontinua Weber
- Myrmica displicentia Bolton
- Myrmica divergens Karavaiev
- Myrmica dongi Chen, Zhue & Huang, 2016
- Myrmica draco Radchenko, Zhou, Elmes
- Myrmica dshungarica Ruzsky
- Myrmica eidmanni Menozzi
- Myrmica elbrusi
- Myrmica elmesi
- Myrmica emeryana Cole
- Myrmica emeryi
- Myrmica ereptrix Bolton
- Myrmica excelsa Kupyanskaya
  - = Myrmica cadusa Kim et al., 1997
- Myrmica ferganensis Finzi
- Myrmica forcipata Karavaiev
- Myrmica foreliana Radchenko and Elmes
- Myrmica formosae Wheeler, W. M.
- Myrmica fortior Forel
- Myrmica fracticornis Forel
- Myrmica gallienii Bondroit
- Myrmica gebaueri Seifert, Schltz, Ritz & Ritz, 2018[22]
- Myrmica gigantea Collingwood
- Myrmica glacialis Emery
- Myrmica hamulata Weber
- Myrmica hecate Weber
- Myrmica hellenica Finzi
  - =Myrmica rugulososcabrinodis Karawajew
- Myrmica helleri Viehmeyer
- Myrmica heterorhytida Radchenko & Elmes, 2009
- Myrmica hirsuta Elmes
- Myrmica hlavaci
- Myrmica huaii Chen, Zhue & Huang, 2016
- Myrmica incompleta Provancher
  - =Myrmica brevinodis Emery
  - =Myrmica whymperi Forel
- Myrmica indica Weber
- Myrmica inermis Zhong, Huang, Wu & Liu, 2024[25]
- Myrmica inezae Forel
- Myrmica inucta Radchenko & Elmes, 2006
- Myrmica jennyae Elmes, Radchenko and Aktac
- Myrmica jessensis Forel
  - =Myrmica hyungokae Elmes, Radchenko and Kim
- Myrmica juglandeti Arnol’di
- Myrmica kabylica Cagniant
- Myrmica kamtschatica Kupyanskaya
- Myrmica karavajevi Arnol’di
- Myrmica kasczenkoi Ruzsky (Кащенко, Николай Феофанович (1855—1935), зоолог, ботаник, профессор Томского университета и Киевского политехнического института)
- Myrmica kirghisorum Arnol’di
- Myrmica koreana Elmes, Radchenko, and Kim, 2001
- Myrmica kothiensis Bharti, 2013[24]
- Myrmica kotokui Forel
- Myrmica kozakorum
- Myrmica kozlovi Ruzsky
- Myrmica kozlovi var. mekongi Ruzsky
- Myrmica kozlovi var. subalpina Ruzsky
- Myrmica kozlovi var. subbrevispinosa Ruzsky
- Myrmica kryzhanovskii Arnol’di
- Myrmica kurokii Forel
- Myrmica kurokii var. sontica Santschi
- Myrmica laevinodis Nylander
- Myrmica lampra Francoeur
- Myrmica latifrons Starcke
- Myrmica latra Bharti, Radchenko & Sasi, 2015[26]
- Myrmica laurae Emery
- Myrmica lemasnei Bernard
- Myrmica lineolata
- Myrmica liui Chen, Zhue & Huang, 2016
- Myrmica lobicornis Nylander
- Myrmica lobifrons Pergande
- Myrmica lonae Finzi
- Myrmica longisculpta
- Myrmica luctuosa Smith, F.
- Myrmica luteola Kupyanskaya, 1990
- Myrmica margaritae Emery
- Myrmica martensi Radchenko and Elmes
- Myrmica martini Seifert et al., 2014
- Myrmica mexicana Wheeler, W.M.
- Myrmica microrubra Seifert[14]
- Myrmica mifui Chen, Zhue & Huang, 2016
- Myrmica mirabilis Elmes & Radchenko
- Myrmica mixta Radchenko & Elmes, 2008
- Myrmica monticola Creighton
- Myrmica multiplex Radchenko & Elmes, 2009
- Myrmica myrmicoxena Forel
- Myrmica nearctica Weber
- Myrmica nefaria Bharti, 2012
- Myrmica nitida Radchenko
- Myrmica obscura Finzi, 1926
- Myrmica onoyamai Radchenko & Elmes, 2006
- Myrmica ordinaria Radchenko
- Myrmica orthostyla Arnol’di
- Myrmica oui Chen, Zhue & Huang, 2016
- Myrmica pachei Forel
- †Myrmica paradoxa Radchenko, Dlussky and Elmes, 2007
- Myrmica pararitae Radchenko & Elmes, 2008
- Myrmica pelops Seifert, 2003
- Myrmica petita Radchenko & Elmes, 1999
- Myrmica phalacra Radchenko & Elmes, 2009
- Myrmica pinetorum Wheeler
- Myrmica pisarskii Radchenko, 1994
- Myrmica pleiorhytida Radchenko & Elmes, 2009
- Myrmica poldii Radchenko & Rigato, 200
- Myrmica polyglypta Radchenko & Rigato, 2008
- Myrmica pseudorugosa Bharti, 2012
- Myrmica pulchella Santschi, 1937
- Myrmica punctinops Francoeur, 2007
- Myrmica punctiventris Roger
- Myrmica quebecensis Francoeur
- Myrmica radchenkoi
- Myrmica ravasinii Finzi
- Myrmica religiosa Bharti, 2013[24]
- Myrmica rhytida Radchenko
- Myrmica rigatoi Radchenko and Elmes
- Myrmica ritae Emery
- Myrmica rubra Linnaeus typus
- Myrmica ruginodis Nylander
  - =Myrmica silvestrii Wheeler, W. M
- Myrmica rugiventris Smith
- Myrmica rugosa Mayr
- Myrmica rugulosa Nylander
- Myrmica rupestris Forel
- Myrmica sabuleti Meinert
- Myrmica salina Ruzsky
- Myrmica samnitica Mei[27]
- Myrmica saposhnikovi Ruzsky
- Myrmica scabrinodis Nylander
  - =Myrmica symbiotica (Menozzi)
  - =Sommimyrma symbiotica Menozzi
- Myrmica schencki Emery
- Myrmica schenckioides Boer
- Myrmica schoedli Radchenko et al., 2006
- Myrmica schulzi Radchenko & Elmes, 2009
- Myrmica sculptiventris Radchenko & Elmes, 2009
- Myrmica semiparasitica Francoeur, 2007
- Myrmica serica Wheeler, W. M
- Myrmica shanyii (He, Chen & Du, 2024) — Китай (=Manica shanyii)[28][29]
- Myrmica siciliana Radchenko et al., 2006
- Myrmica sinensis Radchenko, Zhou, and Elmes
- Myrmica sinica Wu and Wang
- Myrmica sinoschencki Radchenko & Elmes, 2008
- Myrmica smythiesii Forel
- Myrmica smythiesii var. bactriana Ruzsky
- Myrmica smythiesii var. exigua Ruzsky
- Myrmica spatulata Smith
- Myrmica specioides Bondroit
  - =Myrmica turcica Santschi
- Myrmica spinosior Santschi, 1931
- Myrmica stangeana Ruzsky
- Myrmica striolagaster Cole
- Myrmica sulcinodis Nylander
- Myrmica tahoensis Wheeler
- Myrmica taibaiensis Wei Zhou and Liu
- Myrmica tamarae Elmes Radchenko and Aktac
- Myrmica tenuispina Ruzsky
- Myrmica tibetana Mayr
- Myrmica titanica Radchenko
- Myrmica transsibirica Radchenko, 1994
  - =Myrmica carinata Kupyanskaya, 1990
  - =Myrmica taediosa Bolton
- Myrmica trullicornis Buren, 1944
- Myrmica tschekanovskii Radchenko
- Myrmica tulinae Elmes Radchenko and Aktac
- Myrmica unifasciata Bostock
- Myrmica urbanii Radchenko
- Myrmica vandeli Bondroit
- Myrmica varisculpta Radchenko & Rigato, 2009
- Myrmica villosa Radchenko and Elmes
- Myrmica vittata Radchenko and Elmes
- Myrmica wangi Radchenko & Zhou, 2008
- Myrmica wardi Radchenko
- Myrmica weberi Elmes & Radchenko, 2009
- Myrmica weii Radchenko & Zhou, 2008
- Myrmica wesmaeli Bondroit
- Myrmica wheeleri Weber
- Myrmica wheelerorum Francoeur, 2007
- Myrmica williamsi Radchenko
- Myrmica wittmeri Radchenko
- Myrmica xavieri Radchenko, Elmes & Savolainen, 2008
- Myrmica yamanei Radchenko
- Myrmica yani Chen, Zhue & Huang, 2016
- Myrmica yezomonticola Terayama, 2013[30]
- Myrmica yoshiokai Weber
- Myrmica yunnanensis Radchenko & Elmes, 2009
- Myrmica zhengi Ma & Xu, 2011
- Myrmica zojae Radchenko, 1994